# Савенков Віктор Якович
Ві́ктор Я́кович Савенков (нар. 9 березня 1919, с. Бараново Орловської області Росії — пом. 12 вересня 2004) — український живописець.

## Біографія
Закінчив Харківський художній інститут (1948) у класі Семена Прохорова.
Від 1953 року член Харківської організації Спілки художників України.
Від 1951 року учасник республіканських, всесоюзних і зарубіжних виставок. У 1990-х роках виїхав до Росії.

## Твори
- Тематичні картини:
  - «Посли Яна Казіміра на прийомі у Богдана Хмельницького»)1954);
  - триптих «Тарасові думи» (1961).
- Портрети:
  - Івана Мар'яненка (1952),
  - студентки гірничого інституту Шень Гуе Фань (1955) й ін.
- Монументально-декоративні пано:
  - в ресторані «Джерело» у Харкові (1967);
  - мозаїчне паяо «Політ» (1971) тощо.